# يوجين إيورداتش
يوجين إيورداتش (بالرومانية: Eugen Iordache)‏ (30 أبريل 1922 ببوخارست في رومانيا - 22 فبراير 1988) هو لاعب كرة قدم روماني في مركز الهجوم، شارك في الألعاب الأولمبية الصيفية 1952. وشارك مع منتخب رومانيا لكرة القدم. أما مع النوادي، فقد لعب مع رابيد بوخارست ونادي أوراديا ونادي بترولول بلويشتي ونادي يوفنتوس بوخارست وFC Progresul București ‏.

## وصلات خارجية
- يوجين إيورداتش على موقع قاعدة بيانات كرة القدم.إي يو (الإنجليزية)
- يوجين إيورداتش على موقع ناشيونال فوتبول تيمز (الإنجليزية)
- يوجين إيورداتش على موقع أوليمبيديا (الإنجليزية)